# Valea Cotoarei
Valea Cotoarei – wieś w Rumunii, w okręgu Buzău, w gminie Mânzălești. W 2011 roku liczyła 250 mieszkańców.